# Tripleurospermum homogamum
Tripleurospermum homogamum là một loài thực vật có hoa trong họ Cúc. Loài này được G.X.Fu miêu tả khoa học đầu tiên năm 1980.